# Bánh tráng trộn
Bánh tráng trộn là một món ăn nhẹ có xuất xứ từ Tây Ninh (Việt Nam). Sau đó được truyền vào Thành phố Hồ Chí Minh, rồi lan ra khắp các tỉnh miền Nam. Món ăn này là một trong những món ăn vặt phổ biến của giới học sinh, sinh viên. Hiện nay, món ăn này không chỉ phổ biến là nổi tiếng trên toàn Việt Nam, mà một số quốc gia trên thế giới cũng đã nhập khẩu món ăn này.

## Thành phần và biến thể

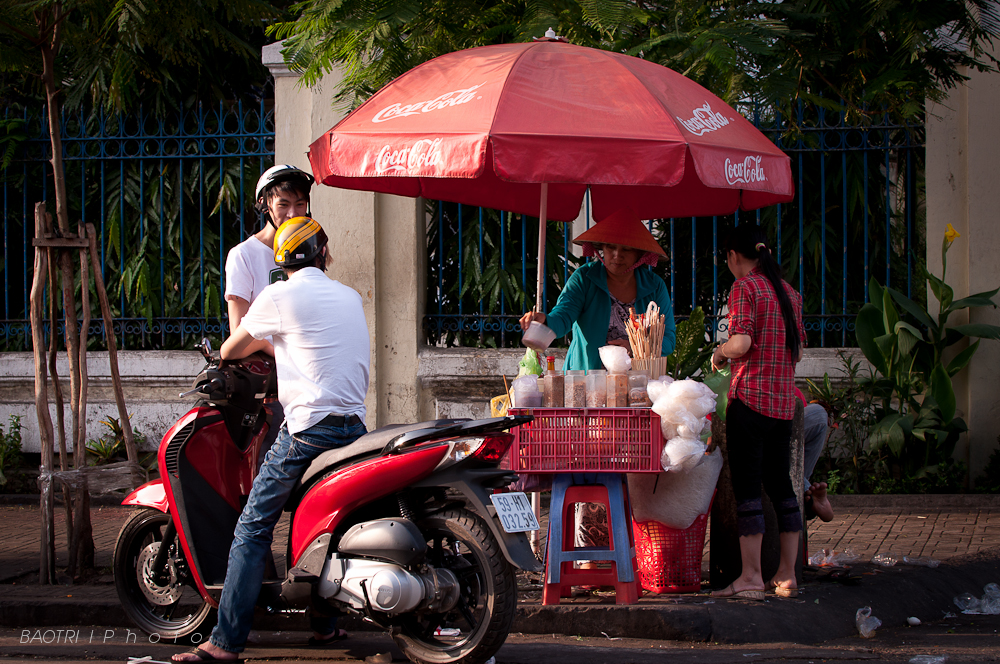
Một người bán Bánh Tráng Trộn bên lề đường

Món ăn này có thành phần chính là bánh tráng cắt sợi, ban đầu, chủ yếu món này chỉ có bánh tráng trắng cứng mỏng trộn cùng với muối tôm, dầu và tắc. Nhưng sau khi được truyền bá vào thành phố Hồ Chí Minh, nhờ vào sự biến tấu món bánh tráng trộn phổ biến khắp nơi hiện nay có thêm bột ớt cay, chanh, bò khô, trứng cút, rau lá, xoài băm nhỏ,tôm khô chiên mỡ, các thành phần còn lại thay đổi theo người bán, các thành phần thường thấy là phổi bò cháy, rau răm, đu đủ chua sợi, tương, đậu phộng,... Một số loại sốt phổ biến như sốt bơ, sốt trứng muối, sốt me, sốt mayonase, tương ớt ngọt/cay,... Chúng thường được đóng gói và bán trong từng túi ni lông nhỏ với giá rẻ.
Bánh tráng trộn được biết đến như một món ăn vặt thỏa mãn và thú vị do có nhiều sự kết hợp độc đáo giữa các vùng miền về kết cấu. Hỗn hợp bánh tráng dai là sự kết hợp của vị chua, ngọt, bùi, cay và béo ngậy và có thể được tăng cường thêm bằng cách thêm các loại thảo mộc tươi và nước sốt.   

### Bánh tráng đóng gói sẵn
Một số đầu bếp, nhà cung cấp, người bán thậm chí còn cung cấp các gói bánh tráng trộn đóng gói sẵn, bao gồm hầu hết các nguyên liệu cần thiết cho món ăn. Những gói bánh tráng trộn này được làm theo cách truyền thống ban đầu là chỉ có bánh tráng, muối tôm, dầu, một ít bơ và một quả tắc. Được trộn sẵn và bán theo gói thay vì người bán phải trộn tay theo yêu cầu của người mua. Loại bánh tráng sẵn này cũng có nhiều biến thể khác nhau.  Ở Việt Nam, món ăn này thường được những người bán hàng rong phục vụ trong túi nhựa hoặc hộp, cùng với một bộ đũa để dễ ăn.

### Bánh tráng dẻo tôm
Ở Sài Gòn, có một loại bánh tráng phổ biến hơn đó là loại bánh tráng đỏ dai dẻo, thường được gọi là bánh tráng dẻo tôm. Có kết cấu dai dẻo hơn bánh tráng trắng thông thường, loại bánh tráng này thường được sử dụng để là món bánh tráng cuộn và bánh tráng trộn tại thành phố Hồ Chí Minh.

## Ảnh Hưởng đến Văn Hoá Việt Nam
Bánh tráng trộn thường được coi là một trong những biểu tượng của văn hóa ẩm thực đường phố Việt Nam, đặc biệt là ở miền Nam Việt Nam và Thành phố Hồ Chí Minh. Món ăn này được biết đến rộng rãi trên toàn thế giới và hiện có thể được tìm thấy ở nhiều quốc gia trên thế giới, chẳng hạn như Úc và Hoa Kỳ. Năm 2021, người chiến thắng Hoa hậu Hòa bình Nguyễn Thúc Thùy Tiên đã chọn bánh tráng trộn là món ăn đại diện cho Việt Nam trong buổi thử giọng tham gia cuộc thi Hoa hậu Hòa bình Quốc tế. Andrew Zimmern , một đầu bếp nổi tiếng, đã gọi bánh tráng trộn là "Vietnam in a bag", nôm na là "Việt Nam trong một chiếc túi".